# Krenneryt
Krenneryt – jest minerałem rzadkim, jest tellurkiem złota zawierającym stosunkowo niewielkie ilości srebra. Wzór AuTe
2 zmienia się w przedziale  (Au
0,8, Ag
0,2)Te
2.
Krenneryt został odkryty w 1877 roku w Sacaramb, w Rumunii przez węgierskiego mineraloga Józefa Krennera (1839–1920), na cześć którego został nazwany.

## Charakterystyka

### Właściwości
Jest kruchy, nieprzezroczysty, o metalicznym połysku i doskonałej łupliwości. Rozpuszcza się w kwasie azotowym. Zawiera: Au – ok. 33%, Ag – 7,22%, Te – 59,8%. Bardzo rzadko tworzy kryształy o pokroju rombowym, krótkosłupowym – na ich ścianach widoczne są wzdłużne prążkowania. Występuje w skupieniach ziarnistych i wypryśnięciach.

### Występowanie
Powstaje w warunkach hydrotermalnych w złożach złota. Najczęściej współwystępuje z sylvanitem, calaverytem, nagyagitem, kwarcem, złotem rodzimym, pirotynem i pirytem.
Dwa chemicznie podobne tellurki złotawo-srebrowe: calaveryt i sylvanit mają układ jednoskośny, natomiast krenneryt jest rombowy. Występuje w żyłach hydrotermalnych wraz z tellurem.
Miejsca występowania: Rumunia – Siedmiogród, Kanada – Quebec, USA – Kolorado (Cripple Creek), Australia – Kalgoorlie.

### Zastosowanie
- ruda złota